# 화차 (일본 요괴)

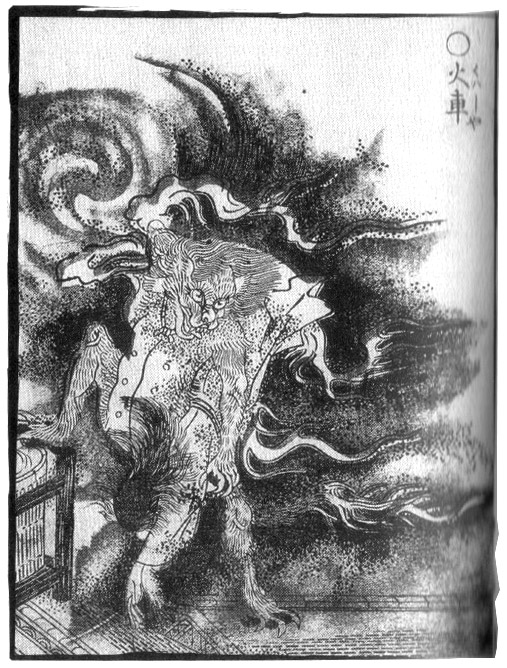
화도 백귀야행의 화차.

화차(일본어: 火車, かしゃ 가샤[*])는 악행을 쌓은 끝에 죽은 사람의 시신을 가져가는 짓을 일삼는 일본의 요괴이다.

## 같이 보기
- 바케네코
- 마네키네코